# Guy de Gastyne
Guy de Gastyne, eigentlich Guy Georges Benoist (* 10. Mai 1888 in Neuilly-sur-Seine; † 3. Februar 1972 in Créteil) war ein französischer Filmarchitekt.

## Leben
Der Sohn des Schriftstellers Jules Benoist, der unter dem Namen Jules de Gastyne publizierte, erhielt seine Ausbildung an der École des Beaux-Arts. Noch in den 20er Jahren stieß er über seinen ein Jahr jüngeren Bruder Marco de Gastyne zum Film. 
Mit Anbruch des Tonfilmzeitalters begann de Gastyne eigenständig Filmbauten zu entwerfen bzw. als Ausstatter zu arbeiten. Bis Kriegsausbruch 1939 gestaltete er die Kulissen für aufwändige und zum Teil prunkvolle Historieninszenierungen Marcel L’Herbiers, er designte aber auch die Szenenbilder für mehrere Arbeiten G. W. Pabsts, Maurice Tourneurs und Julien Duviviers. Zur Zeit der deutschen Okkupation Frankreichs wurde Guy de Gastyne der wichtigste Filmarchitekt der deutschfinanzierten Filmgesellschaft Continental Alfred Grevens. Trotz dieser Kollaboration mit den Besatzern konnte de Gastyne in Frankreich nach 1945 problemlos weiterarbeiten.
Er blieb noch bis 1952 weiterhin als Filmarchitekt aktiv, seine Nachkriegsentwürfe sind jedoch, abgesehen von René Clairs Schweigen ist Gold und Jean Cocteaus Die schrecklichen Eltern, wenig bedeutsam. Mehrere der von ihm gestalteten Filme wurden von dem aus Hitler-Deutschland geflohenen Produzenten Max Glass hergestellt.

## Filmografie
- 1930: Monsieur le duc
- 1930: Die kleine Lise (La petite Lise)
- 1931: Une belle garce
- 1931: La bête errante
- 1932: Enlevez-moi
- 1932: La fleur d’oranger
- 1932: Rothschild
- 1933: Charlemagne
- 1933: Miquette et sa mère
- 1933: Trois pour cent
- 1934: Arlette et ses papas
- 1934: Das Glück (Le bonheur)
- 1935: La rosière des halles
- 1936: Les amants terribles
- 1936: Samson
- 1936: Kampf um Madeleine (La porte du large)
- 1937: Eifersucht (Nuits de feu)
- 1937: La citadelle du silence
- 1937: Die Lüge der Nina Petrowna (Le mensonge de Nina Petrovna)
- 1938: Rasputin (La tragédie impériale)
- 1938: Entente Cordiale
- 1938: Katja, die ungekrönte Kaiserin (Katia)
- 1939: Die weiße Sklavin (L’esclave blanche)
- 1939: Der Mann vom Niger (L’homme du Niger)
- 1940: Untel père et fils (UA: 1943)
- 1940: L’acrobate
- 1941: Mord am Weihnachtsabend (L'assassinat du père Noël)
- 1941: Annette und die blonde Dame (Annette et la dame blonde)
- 1941: Kinder vor der Ehe (Péchés de jeunesse)
- 1941: Das unheimliche Haus (Les inconnus de la maison)
- 1941: Mademoiselle Bonaparte (Mam’zelle Bonaparte)
- 1942: Mariage d’amour
- 1942: Défense d’aimer
- 1943: La vie de plaisir
- 1943: Le val d'enfer
- 1943: Adrien
- 1944: Sein schwierigster Fall (Cécile est morte)
- 1945: Solange ich lebe (Tant que je vivrai)
- 1946: L’éventail
- 1947: Schweigen ist Gold (Le Silence est d'or)
- 1947: Heimliche Liebe (Après l’amour)
- 1948: Junger Mann mit sieben Frauen (Une femme par jour)
- 1948: Die schrecklichen Eltern (Les parents terribles)
- 1949: Majestät amüsiert sich (Le roi)
- 1949: Tête blonde
- 1950: Sehnsucht nach Andalusien (Andalousie)
- 1950: Coq en pâte
- 1952: Der Weg nach Damaskus (Le chemin de Damas)